# 美利亚酒店集团
美利亚酒店集团（Meliá Hotels International）是西班牙的一家国际连锁酒店公司，成立于1956年，总部位于巴利阿里群岛的帕爾馬。
该集团在世界四大洲超过40个国家与地区都有业务，至少拥有七个酒店及度假村品牌（盛美利亚酒店、美利亚酒店、怡思得酒店等）。

## 历史
1956年，21岁的加夫列尔·埃斯卡雷尔在馬略卡島的帕爾馬注册成立了牛郎酒店公司。1996年上市。截至2010年，埃斯卡雷尔家族拥有63%的股份。2016年被列入IBEX 35成分股。
截至2019年，美利亚国际集团在中国设有五家酒店：西安盛美利亚酒店、济南美利亚酒店、上海虹桥美利亚酒店、上海邻家美利亚酒店以及郑州怡思得美利亚酒店。

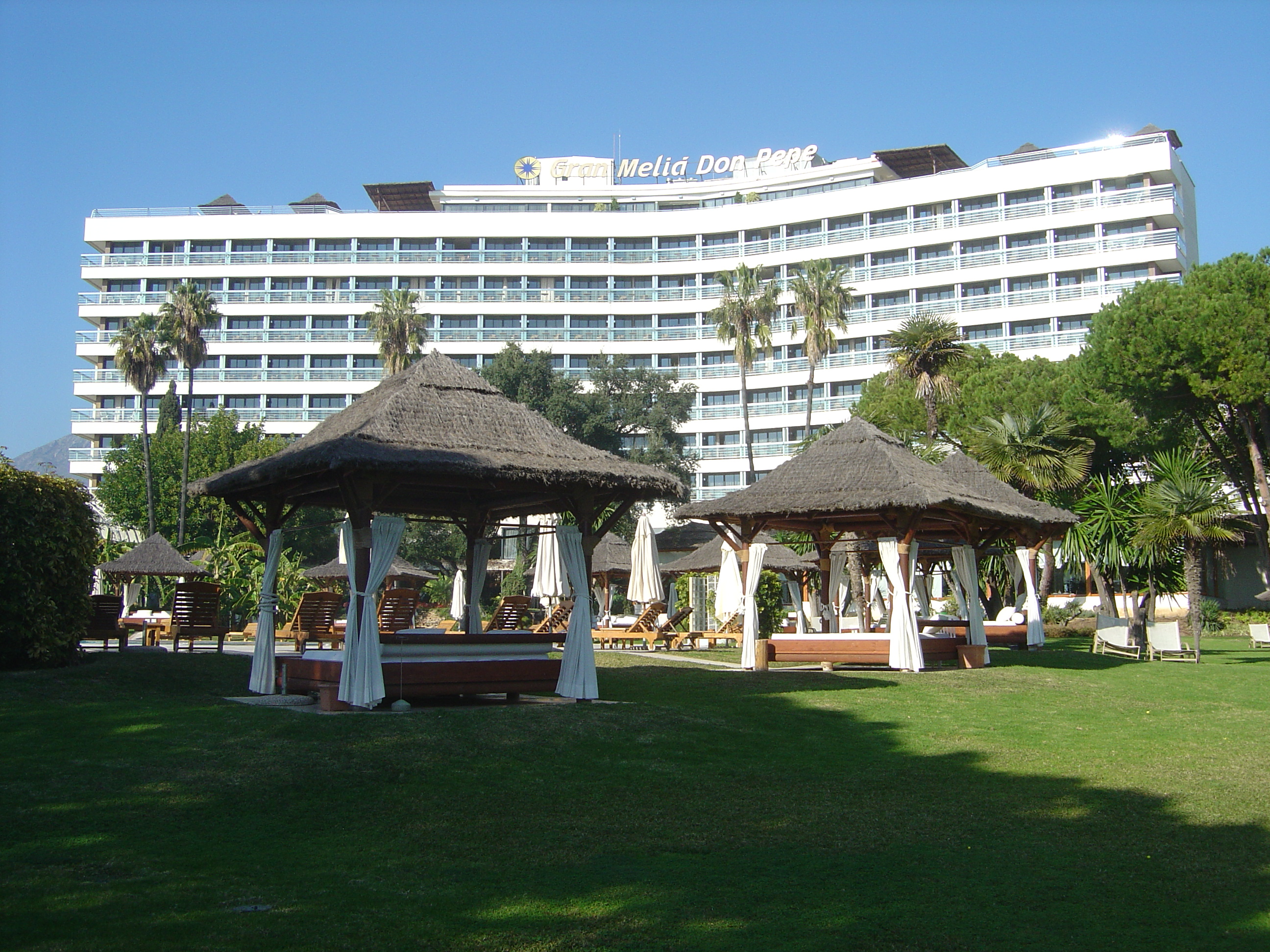
唐佩普盛美利亚酒店（英语：Hotel Gran Meliá Don Pepe）
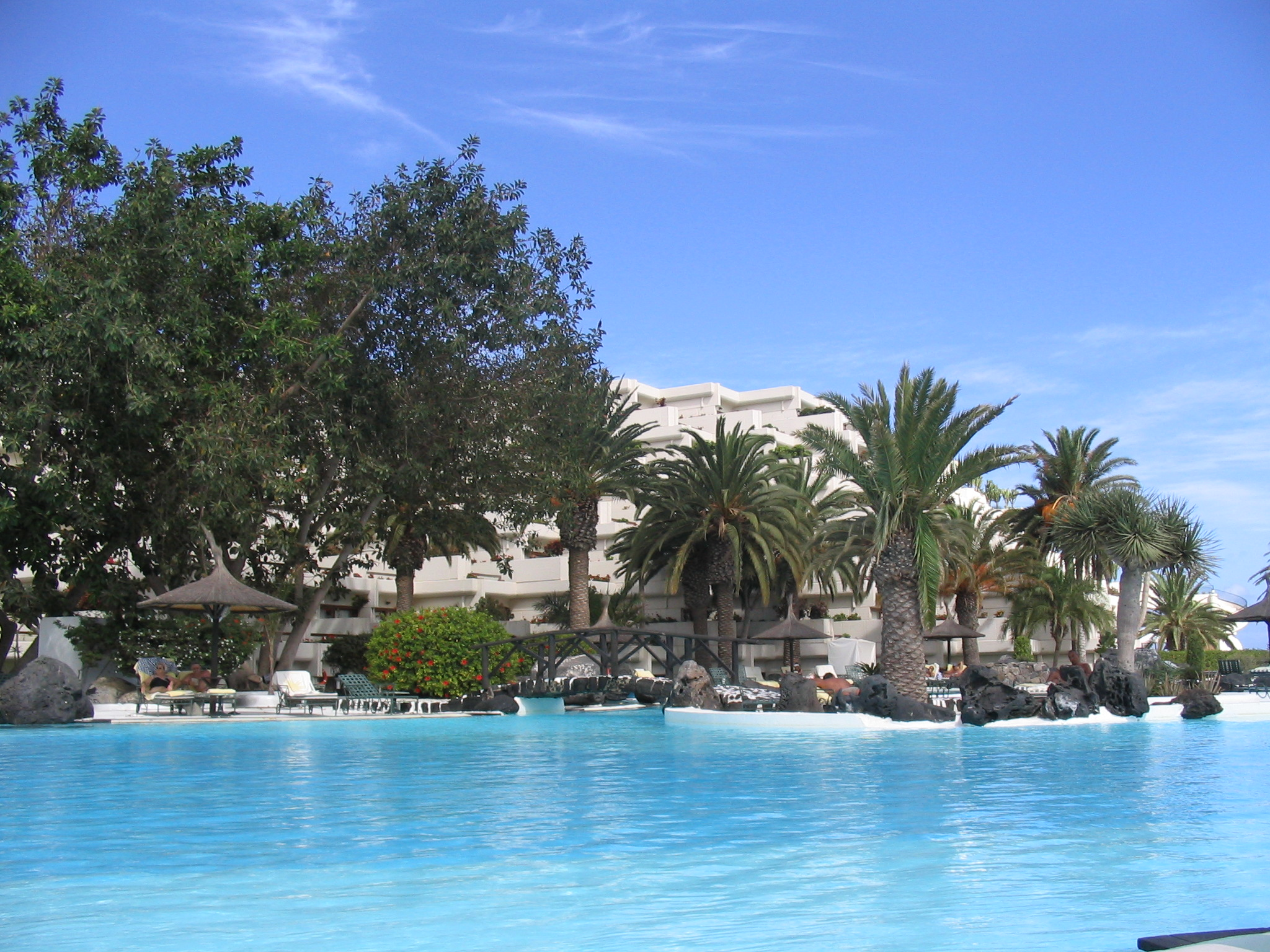
兰萨罗特岛
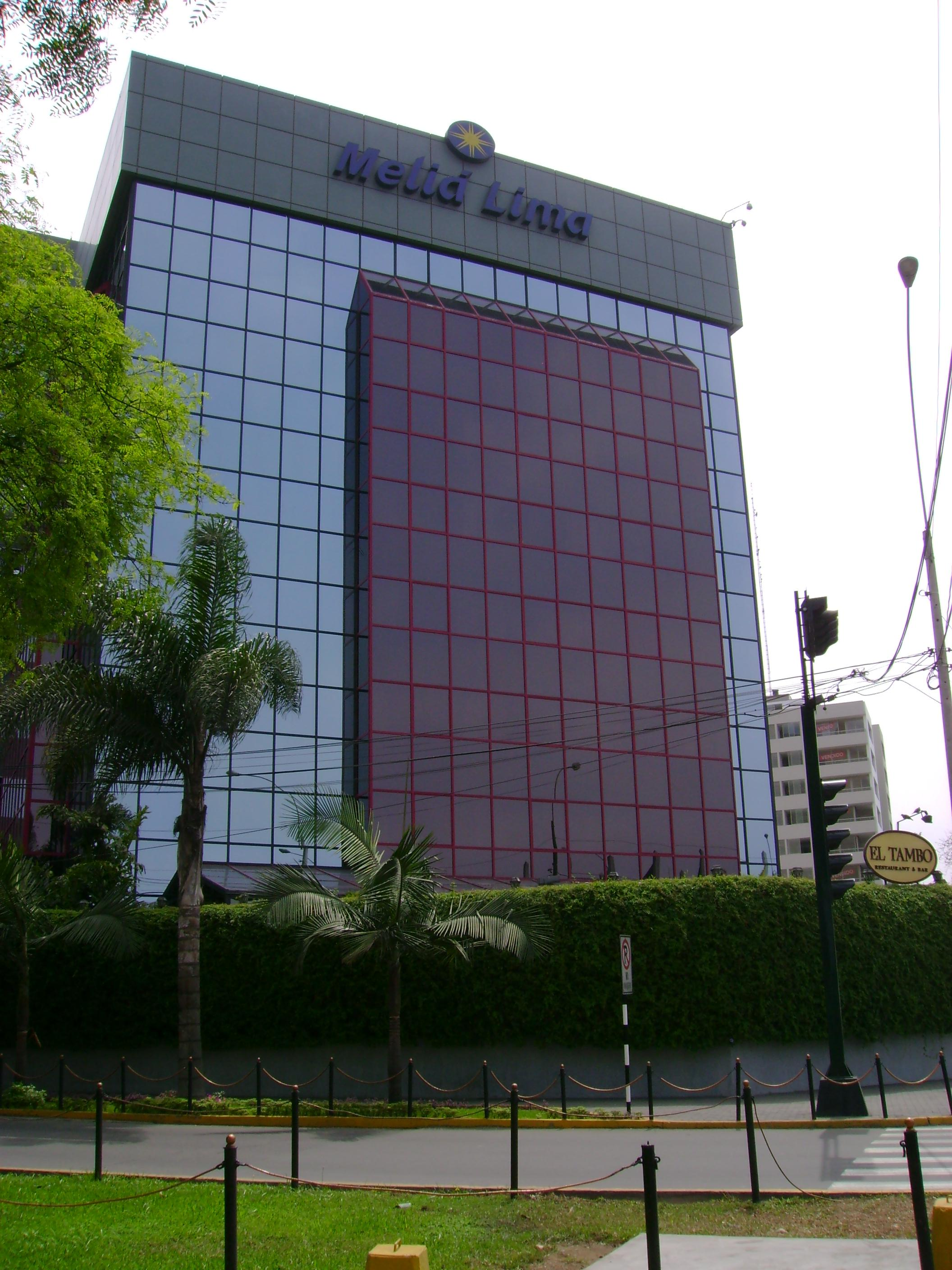
利马
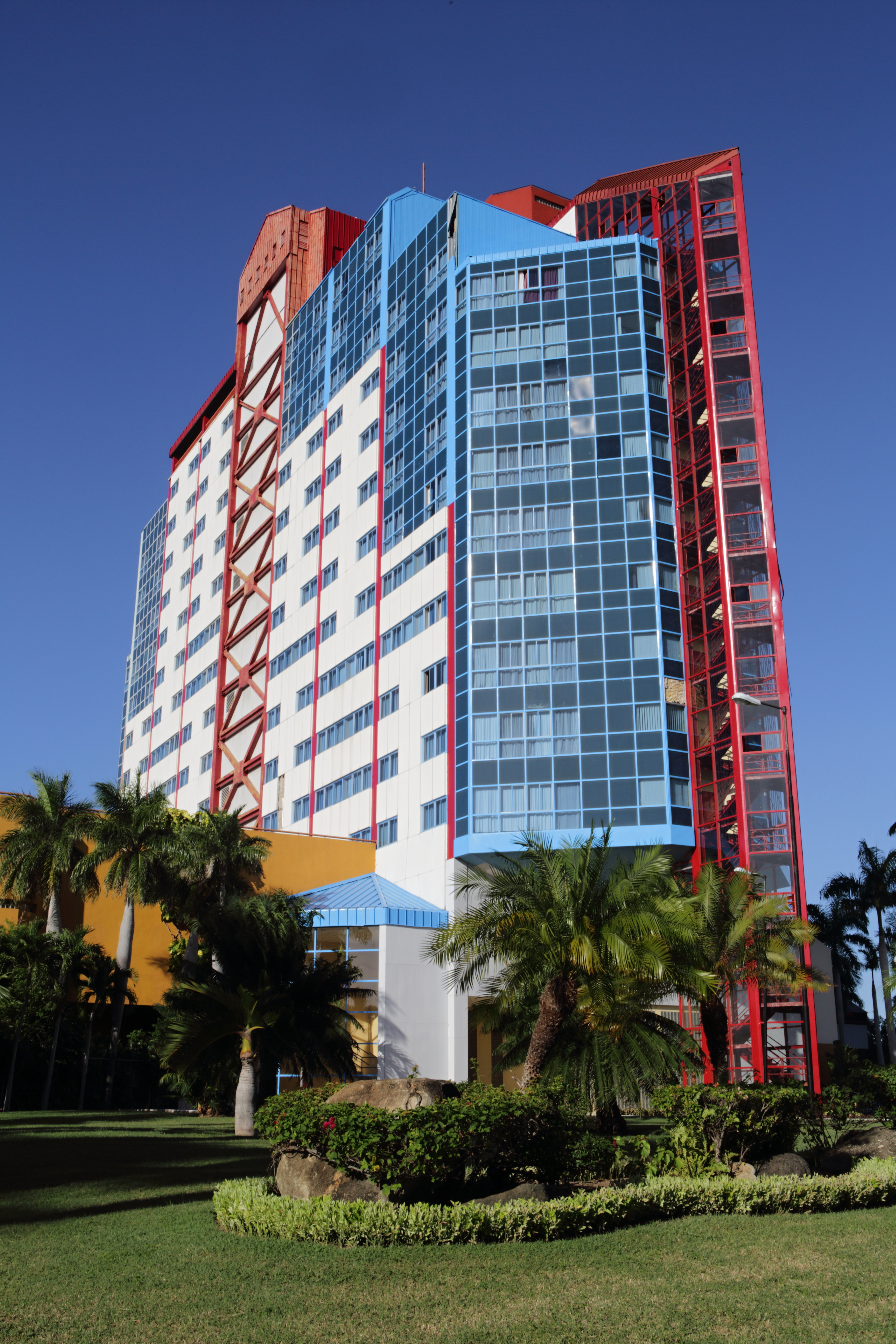
圣地亚哥-德古巴
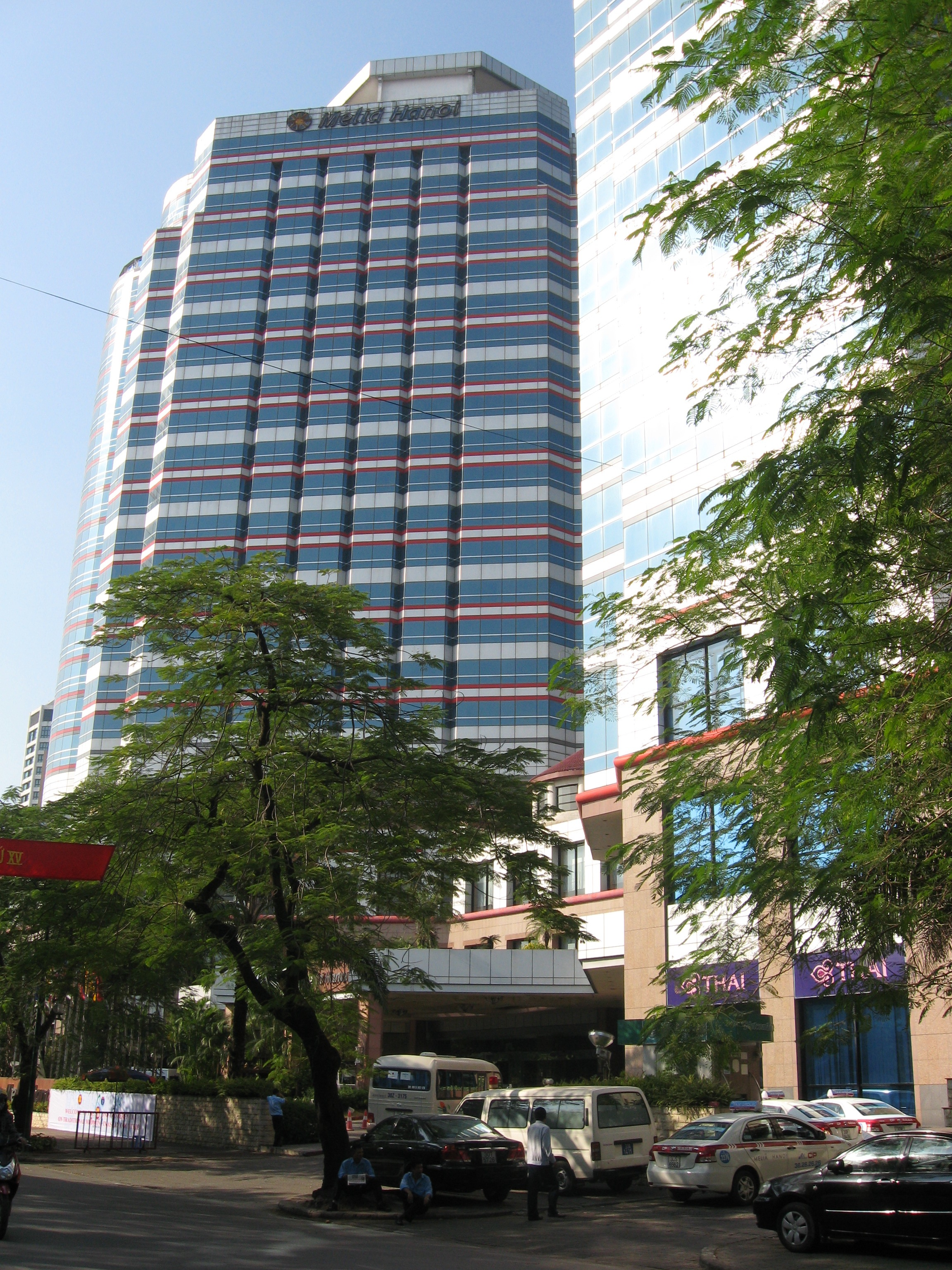
河内
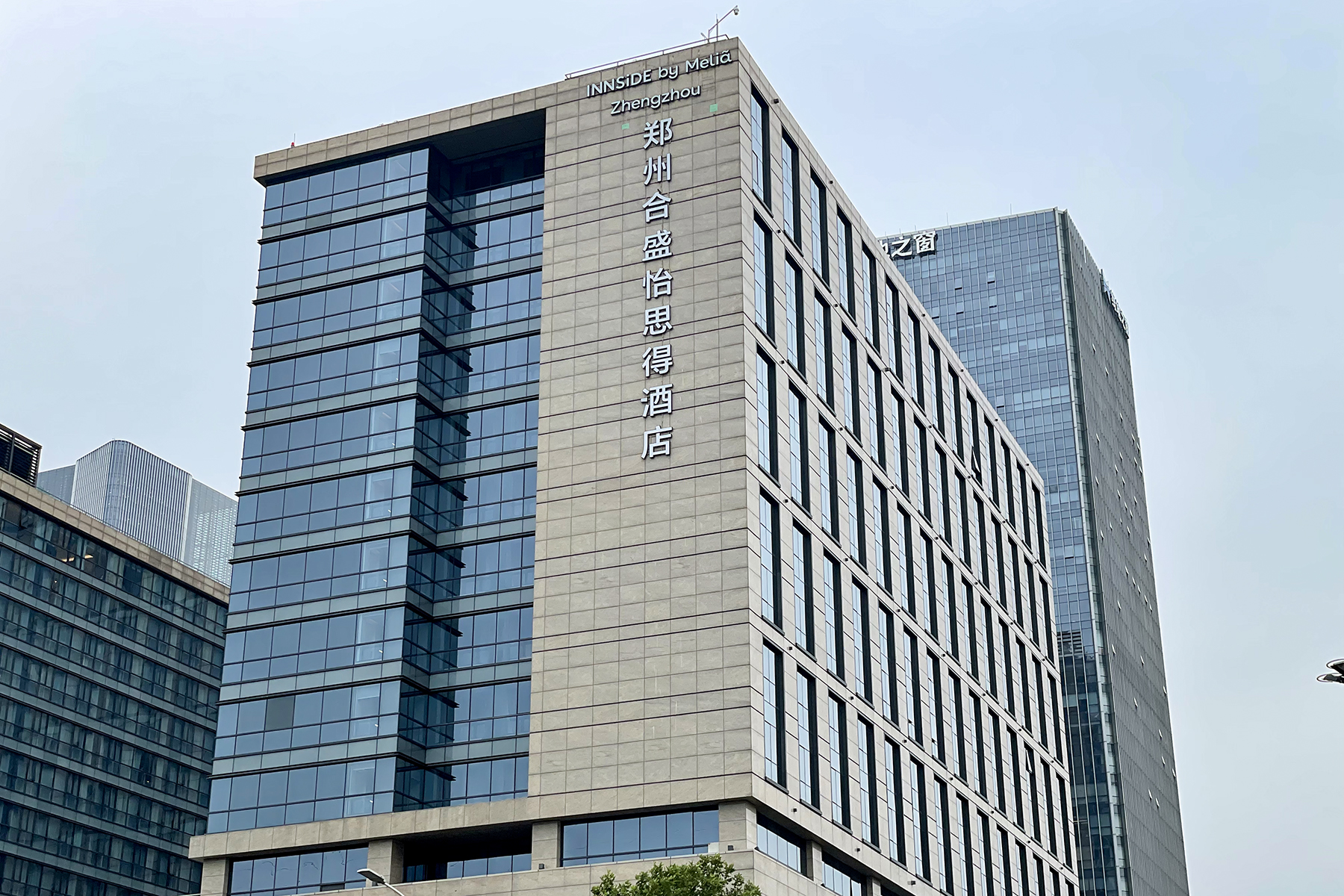
郑州合盛怡思德酒店

## 品牌大使
2017年6月，西班牙著名羽毛球运动员卡罗列娜·马琳成为美利亚酒店集团新品牌大使。